# Lütje Hörn
Lütje Hörn (pronunciación en alemán: /ˈlʏtjə hœʁn/ⓘ) es una isla deshabitada  en la parte oriental del archipiélago de Frisia, en el Mar del Norte. Pertenece al país europeo de Alemania y se encuentra a aproximadamente 3 o 4 kilómetros al sureste de Borkum en Frisia Oriental. Lutje Horn es un área no incorporada del distrito Leer del estado de Baja Sajonia.
Lutje Horn fue mencionada por primera vez en 1576 como Hooghe Hörn en una guía de navegación. Desde 1859 la isla ha sido registrada en los mapas topográficos en las marismas al sureste de Borkum.